# Jacques Piccard
Jacques Piccard (28. července 1922 Brusel – 1. listopadu 2008 La Tour-de-Peilz) byl švýcarský podmořský výzkumník, který společně s Američanem Donem Walshem jako první dosáhl dna Marianského příkopu v roce 1960 za pomoci speciálně zkonstruovaného batyskafu Trieste.
Narodil se v Belgii, ale většinu svého života strávil ve Švýcarsku.